# Каприе
Ка̀прие (на италиански: Caprie; на пиемонтски: Ciàvrie, Чаврие) е село и община в Метрополен град Торино, регион Пиемонт, Северна Италия. Разположено е на 374 m надморска височина. Към 1 януари 2020 г. населението на общината е 2078 души, от които 63 са чужди граждани.